# Frederick Reines
Frederick Reines (RYE-ness); (16 tháng 3 năm 1918 – 26 tháng 8 năm 1998) là một nhà vật lý người Mỹ. Ông được trao giải thưởng Nobel Vật lý năm 1995 cho việc đồng khám phá neutrino với Clyde Cowan trong thí nghiệm về neutrino. Ông có lẽ là nhà khoa học duy nhất trong lịch sử "vô cùng gắn bó mật thiết với việc khám ra một hạt cơ bản và việc nghiên cứu thấu suốt sau đó về những đặc tính cơ bản của nó".
Sau khi tốt nghiệp Học viện Công nghệ Stevens và Đại học New York, Reines gia nhập Phòng thí nghiệm Los Alamos của Dự án Manhattan vào năm 1944, làm việc trong Tổ Lý thuyết ở nhóm của Richard Feynman. Ông trở thành trưởng nhóm vào năm 1946. Ông tham gia vào một số cuộc thử nghiệm vũ khí hạt nhân, đưa ông trở thành giám đốc các cuộc thử nghiệm của Chiến dịch Greenhouse tại Thái Bình Dương năm 1951.
Vào đầu thập niên 1950, khi đang làm việc tại các khu vực Hanford và Sông Savannah, Reines và Cowan đã phát triển các thiết bị và phương pháp đã giúp họ lần đầu tiên phát hiện ra những hạt neutrino tưởng như không phát hiện được vào tháng 6 năm 1956. Reines cống hiến phần lớn sự nghiệp của ông vào việc nghiên cứu những đặc tính và phản ứng của neutrino, và những đóng góp này sẽ ảnh hưởng việc nghiên cứu neutrino của nhiều nhà nghiên cứu về sau. Các nghiên cứu này bao gồm việc khám ra sự tạo thành các hạt neutrino trong bầu khí quyển bởi các tia vũ trụ, và sự phát hiện các neutrino được phóng ra từ Siêu tân tinh SN1987A vào năm 1987, điều mở màn cho lĩnh vực vũ trụ neutrino học.